# シーザーズ・スーパードーム
シーザーズ・スーパードーム（Caesars Superdome）は、アメリカ合衆国ルイジアナ州ニューオーリンズにある多目的ドームである。NFLのニューオーリンズ・セインツの本拠地であるほか、シュガーボウルの開催地でもある。旧名、メルセデス・ベンツ・スーパードーム（Mercedes-Benz Superdome）、ルイジアナ・スーパードーム（Louisiana Superdome）。

## 概要
1975年、NFL（全米アメリカンフットボールリーグ）のニューオーリンズ・セインツのホームスタジアムとして使われることを目的として建設されたスタジアムで、アメフト以外にもコンサートやアメリカの大統領選挙の立候補者立会演説会、プロボクシング興行など、様々なイベントにも対応している。
しかし、2005年8月に起きたハリケーン・カトリーナによる強風と洪水により、屋根等施設が激しく損傷して使用できない状態が続いた。カトリーナの直後に、ニューオーリンズ市内が水没した時は、逃げ遅れた市民の仮設住宅となった。
2005年のNFLシーズンは本拠地での開催ができないために、セインツは同じルイジアナ州にあるルイジアナ州立大学バトンルージュ校の施設内のタイガー・スタジアムやテキサス州のアラモドームなどを間借りして試合をしたが、2006年9月25日の、セインツ対アトランタ・ファルコンズ戦から、本拠地スーパードームでの試合が再開された。
またNCAA男子バスケットボールトーナメントのファイナルフォーが1982年、1987年、1993年、2003年、2012年に開催された。また2022年にも開催されることが決定されている。
2011年10月4日、自動車メーカーのメルセデス・ベンツUSA社が命名権を取得し、同日より「メルセデス・ベンツ・スーパードーム」と改名された。
2014年にはWWE最大のイベントレッスルマニアXXXが当地で開催され、2018年にもレッスルマニア34が開催された。なお、2026年にはレッスルマニア42の開催が予定されていたが、ネバダ州ラスベガスのアレジアント・スタジアムに変更された。
2021年7月26日、シーザーズ・エンターテインメントが20年間の命名権を獲得し、シーザーズ・スーパードームに改名された。
2025年に第59回スーパーボウルが開催。スーパーボウルの開催は通算8回目であり、史上最多である。

## ハリケーン・カトリーナ
主要記事：en:Effect of Hurricane Katrina on the Louisiana Superdome

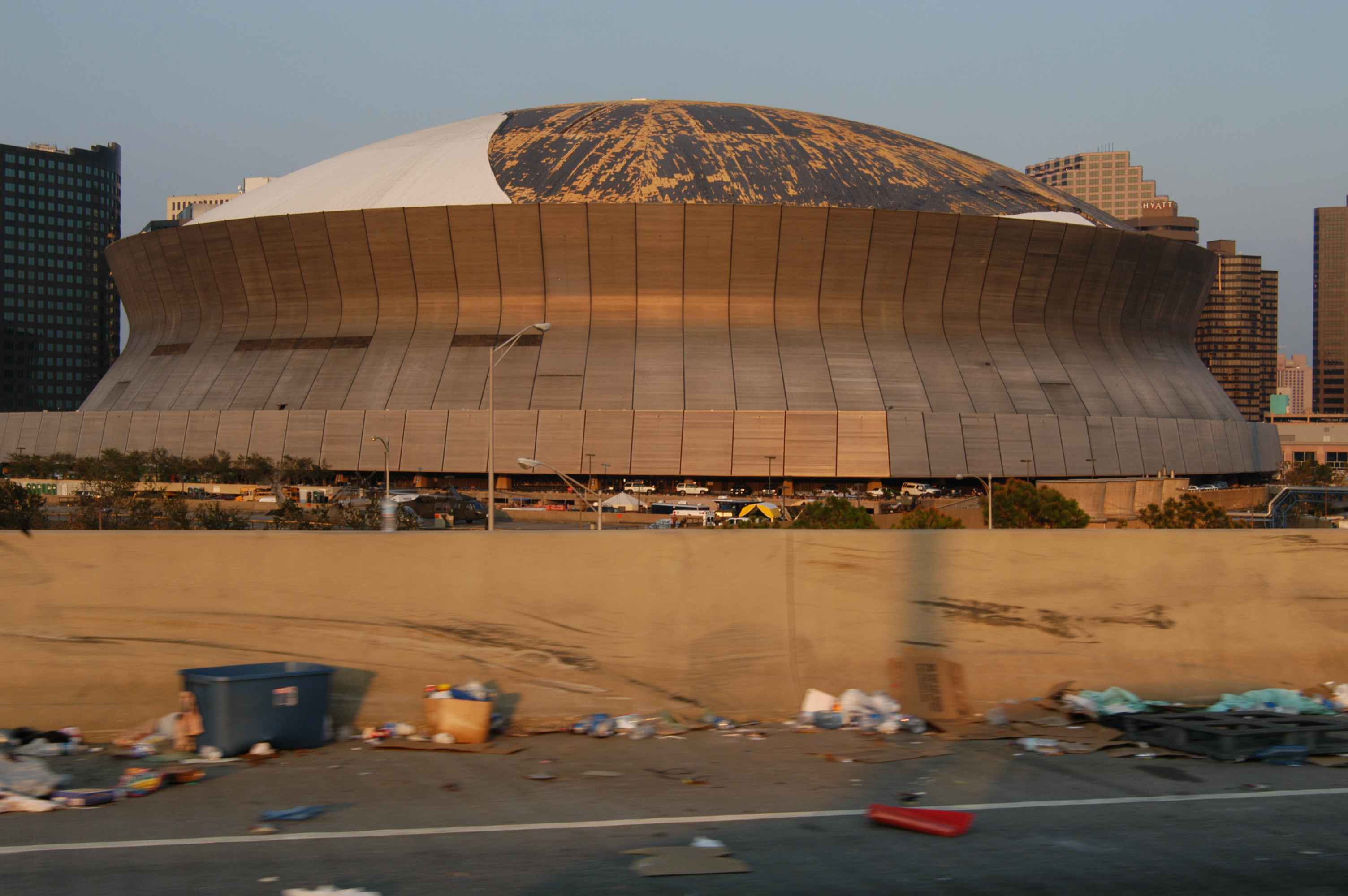
カトリーナによる屋根の損害。
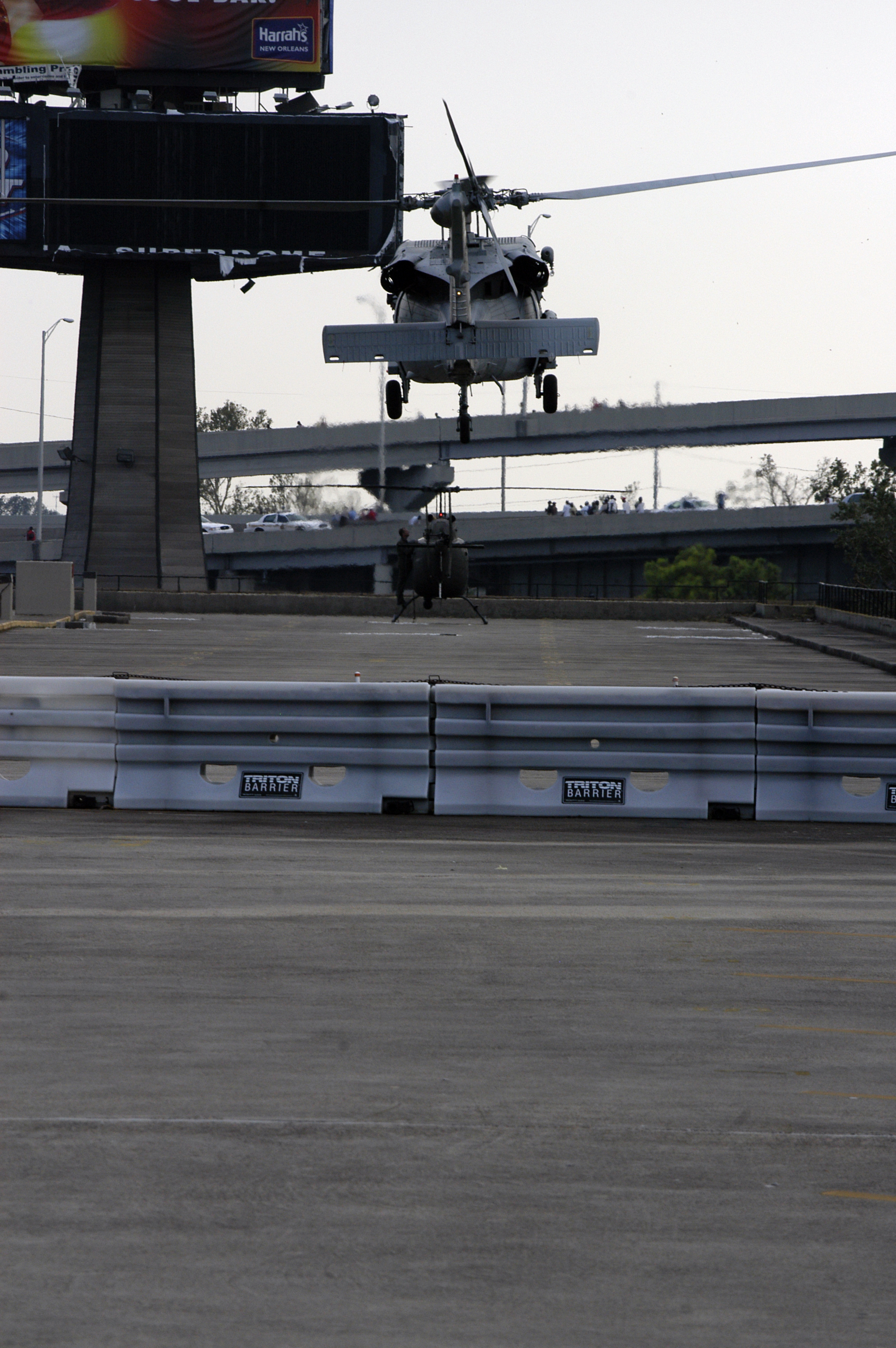
海軍の医療救援、8月31日。
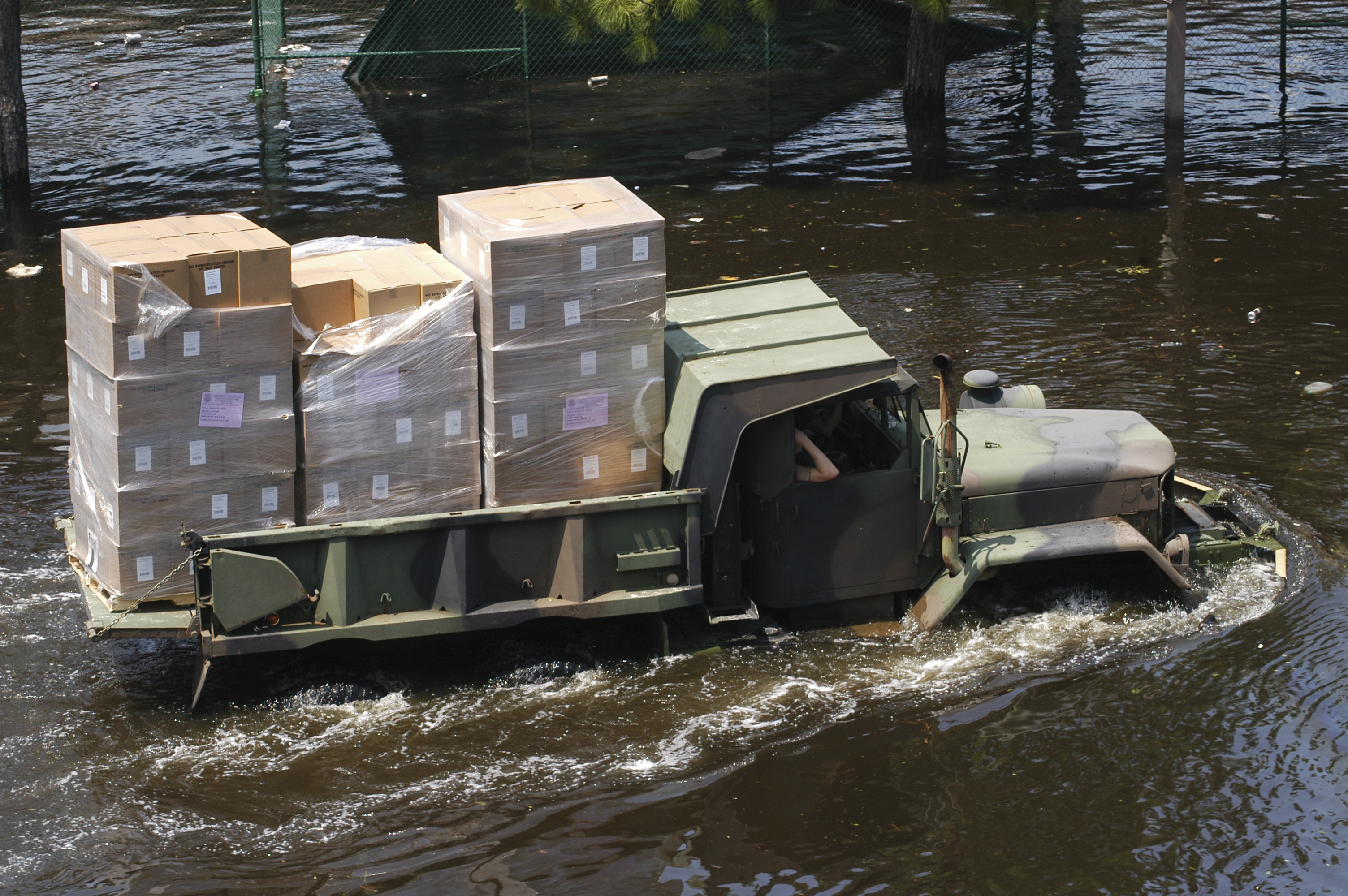
初めての救援物資、8月31日。
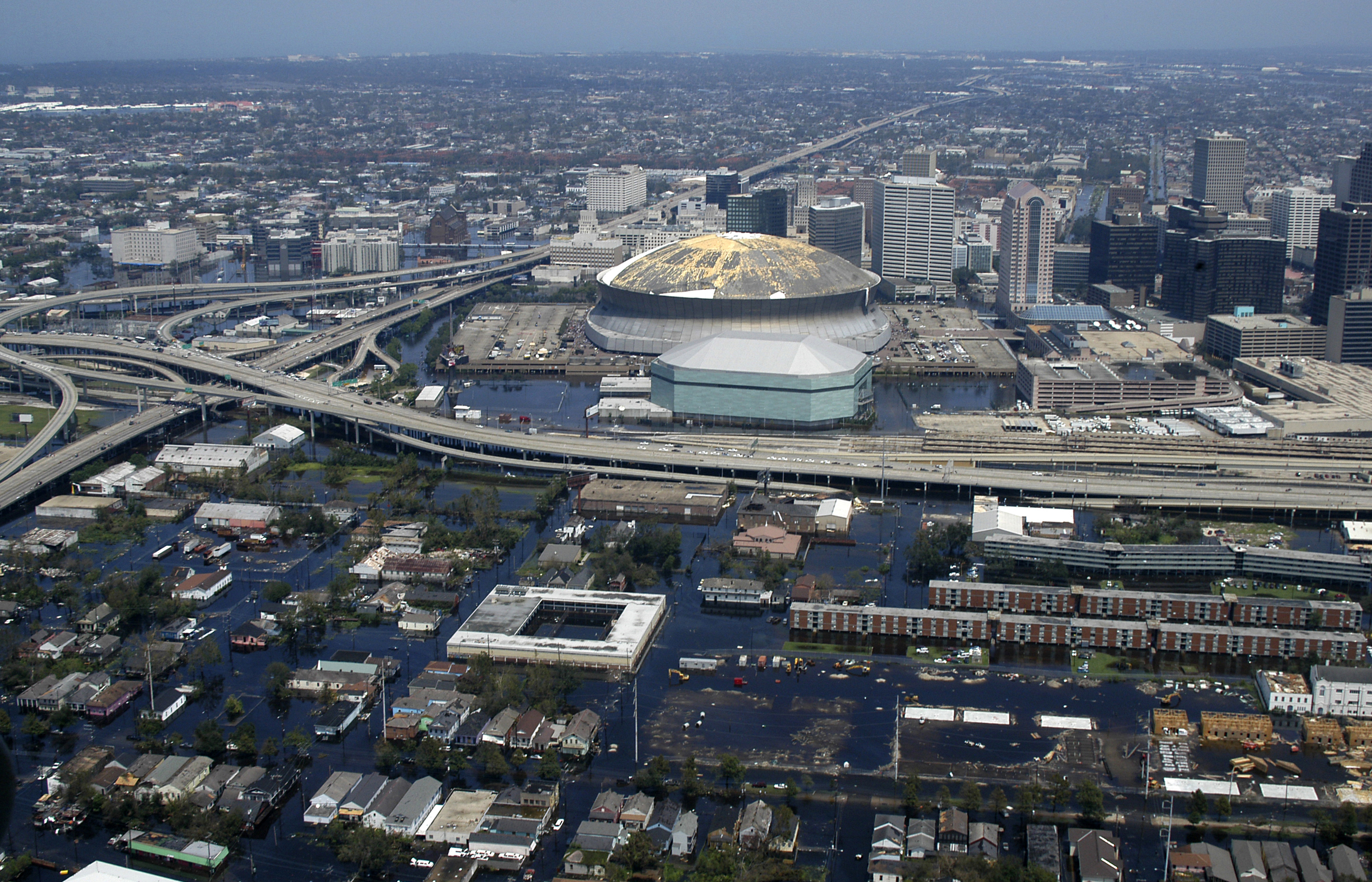
ダウンタウン・ニューオーリンズの洪水状況。